# Bêtes d'Angleterre

Bêtes d'Angleterre (en anglais : Beasts of England) est  le chant révolutionnaire des animaux dans le roman de George Orwell La Ferme des animaux (1945).
Ce chant Bêtes d'Angleterre fait référence à L'Internationale, l'hymne du communisme. C'est une des nombreuses analogies d'Orwell entre l'histoire de l'Union soviétique et la ferme où les animaux se révoltent contre leur fermier. Les animaux ont remplacé Bêtes d'Angleterre par une autre hymne plus courte et simple après quelque temps d'autonomie.  
Le rythme du texte semble plus basé sur l'Ode à la joie que sur L'Internationale.

## Paroles du chant
Bêtes d'Angleterre et d'Irlande, 

Animaux de tous les pays, 

Prêtez l'oreille à l'espérance 

Un âge d'or vous est promis. 

L'homme tyran exproprié, 

Nos champs connaîtront l'abondance, 

De nous seuls ils seront foulés, 

Le jour vient de la délivrance. 

Plus d'anneaux qui pendent au nez, 

Plus de harnais sur nos échines, 

Les fouets cruels sont retombés 

Éperons et mors sont en ruine. 

Des fortunes mieux qu'en nos rêves, 

D'orge et de blé, de foin, oui da, 

De trèfle, de pois et de raves 

Seront à vous de ce jour-là. 

Ô Comme brillent tous nos champs, 

Comme est plus pure l'eau d'ici, 

Plus doux aussi souffle le vent 

Du jour que l'on est affranchi. 

Vaches, chevaux, oies et dindons,

Bien que l'on meure avant le temps,

Ce jour-là préparez-le donc,

Tout être libre absolument.

Bêtes d'Angleterre et d'Irlande,

Animaux de tous les pays,

Prêtez l'oreille à l'espérance

Un âge d'or vous est promis.

## Les paroles dans la version originale (anglaise)
'Beasts of England, beasts of Ireland,
Beasts of every land and clime,
Hearken to my joyful tidings
Of the golden future time.'
'Soon or late the day is coming,
Tyrant Man shall be o'erthrown,
And the fruitful fields of England
Shall be trod by beasts alone.'
'Rings shall vanish from our noses,
And the harness from our back,
Bit and spur shall rust forever,
Cruel whips no more shall crack.'
'Riches more than mind can picture,
Wheat and barley, oats and hay,
Clover, beans, and mangel-wurzels
Shall be ours upon that day.'
'Bright will shine the fields of England,
Purer shall its waters be,
Sweeter yet shall blow its breezes
On the day that sets us free.'
'For that day we all must labour,
Though we die before it break;
Cows and horses, geese and turkeys,
All must toil for freedom's sake.'
'Beasts of England, beasts of Ireland,
Beasts of every land and clime,
Hearken well and spread my tidings
Of the golden future time.'